# Kabinett Ribot V

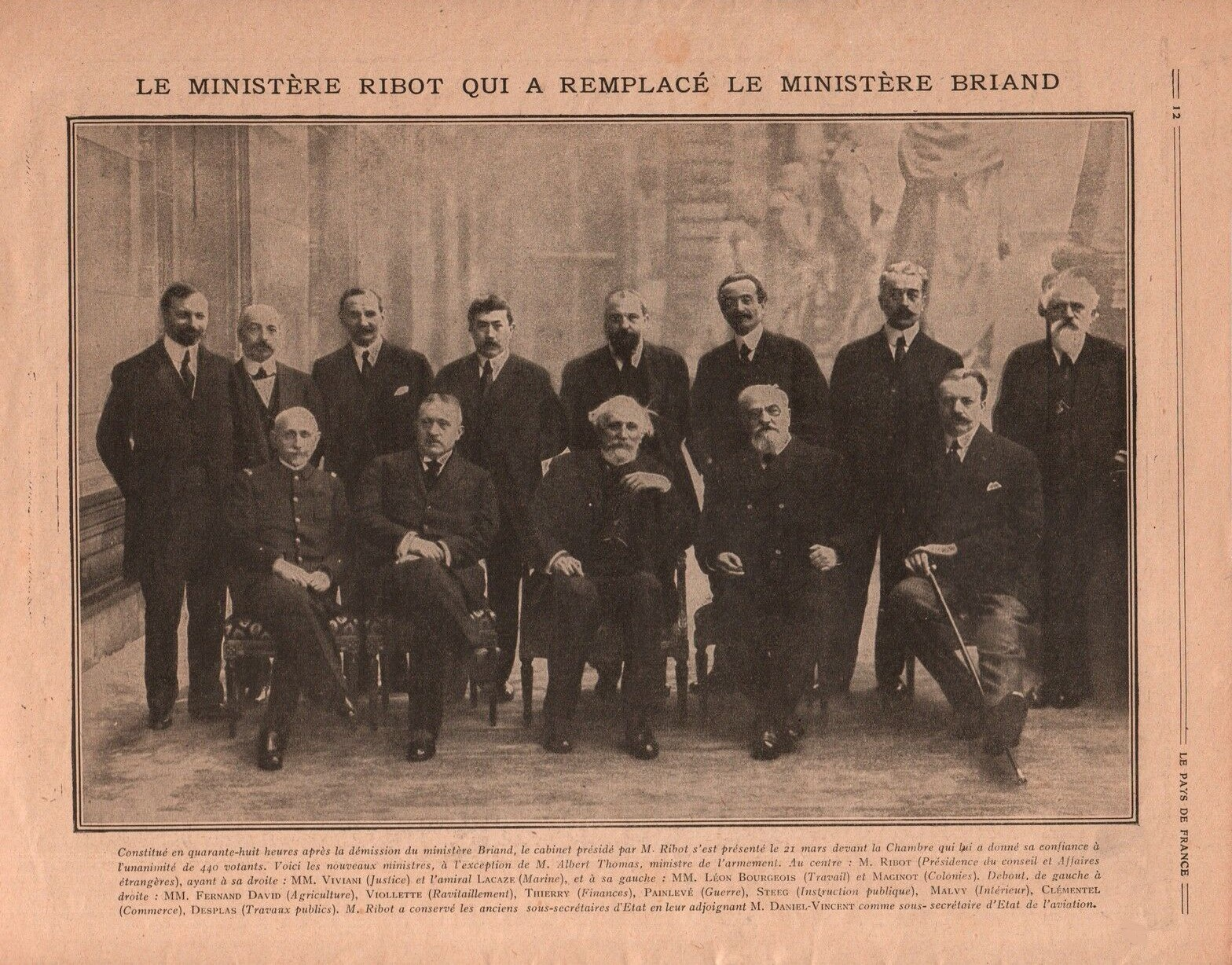
5. Kabinett Alexandre Ribot - Le Pays de France 23. September 1917

Das fünfte Kabinett Ribot war eine Regierung der Dritten Französischen Republik. Es wurde am 20. März 1917 von Premierminister (Président du Conseil) Alexandre Ribot gebildet und löste das Kabinett Briand VI ab. Es blieb bis zum 7. September 1917 im Amt und wurde vom Kabinett Painlevé I abgelöst.
Dem Kabinett gehörten Minister der Union sacrée (Allparteienregierung) an: Fédération républicaine (FR), Parti républicain, radical et radical-socialiste (PRRRS), Parti républicain-socialiste (PRS), Parti républicain démocratique (PRD), Radicaux indépendants (RI), Section française de l’Internationale ouvrière (SFIO) und Action libérale populaire (ALP).

## Kabinett
Dem Kabinett gehörten folgende Minister an:
- Premierminister: Alexandre Ribot (FR)
- Außenminister: Alexandre Ribot
- Kriegsminister: Paul Painlevé (PRS)
- Justizminister: René Viviani (PRS)
- Minister für öffentlichen Unterricht und Kunst: Théodore Steeg (PRRRS)
- Minister des Inneren: Louis Malvy (PRRRS)
  - ab 1. September 1917: Théodore Steeg
- Minister für Marine: Lucien Lacaze
  - ab 10. August 1917: Charles Chaumet[1] (PRD)
- Landwirtschaftsminister: Fernand David[2] (PRS)
- Finanzen: Joseph Thierry[3] (FR)
- Minister für öffentliche Arbeiten und Verkehr: Georges Desplas[4] (RI)
- Minister für Handel, Post und Telegraphie: Étienne Clémentel (RI)
- Minister für die Kolonien: André Maginot (PRD)
- Minister für Rüstung und Kriegswirtschaft: Albert Thomas (SFIO)
- Minister für Arbeit und Sozialfürsorge: Léon Bourgeois (PRRRS)
- Minister für allgemeine Versorgung und Seeverkehr: Maurice Viollette (PRS)
- Hochkommissar bei der britischen Regierung für die Regelung der interalliierten maritimen Angelegenheiten (ab 10. April 1917): Charles Guernier[5] (PRD)
- Hochkommissar in den Vereinigten Staaten (ab 10. April 1917): André Tardieu (PRD)

### Unterstaatssekretäre
Dem Kabinett gehörten folgende Sous-secrétaires d’État an:
- Premierminister, zuständig für die Blockade: Denys Cochin (ALP)
  - ab 2. August 1917: Albert Métin[6] (PRRRS)
- Finanzverwaltung: Albert Métin
- Marine (ab 10. August 1917): Jacques-Louis Dumesnil[7] (PRS)
- Handelsmarine: Louis Nail (PRRRS)
  - ab 4. Juli 1917: Anatole de Monzie (PRS)
- Verkehr: Albert-André Claveille[8]
- Allgemeine Verwaltung der Armee: René Besnard (PRRRS)
- Militärischer Gesundheitsdienst: Justin Godart (PRRRS)
- Militärische Luftfahrt: Daniel Vincent (PRRRS)
- Erfindungen, die für die Landesverteidigung von Interesse sind: Jules-Louis Breton[9] (PRS)
- Kriegsproduktion: Louis Loucheur (PRD)
- Arbeit und soziale Vorsorge: Constant Roden[10] (RI)
- Öffentlicher Unterricht und schöne Künste: Albert Dalimier (PRRRS)

## Historische Einordnung

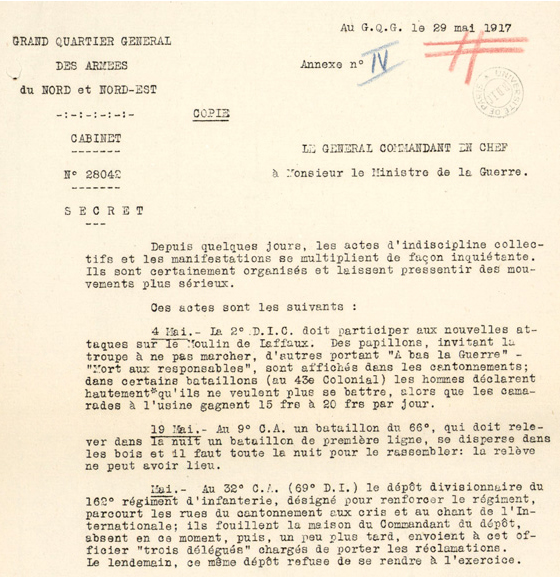
Meuereien von 1917: Brief Pétains an den Kriegsminister vom 29. Mai 1917

Der Kongress der Vereinigten Staaten stimmte am 6. April 1917 für den Kriegseintritt der Vereinigten Staaten an der Seite der Alliierten. Die ersten amerikanischen Truppen trafen am 26. Juni in Saint-Nazaire ein. Am 21. Oktober wurden sie an die Westfront geschickt.
Am 16. April begann die Offensive gegen die deutschen Linien, die von General Nivelle vom Chemin des Dames aus gestartet wurde. Die V. (Mazel) und VI. (Mangin) französischen Armeen starteten die Offensive an der Aisne. Die Franzosen setzen zum ersten Mal die Schneider-Panzer ein. Die Offensive, die sich als sehr tödlich erwies – dreißigtausend Soldaten in zehn Tagen – führte ab dem 17. April zu Meutereien in der französischen Armee. Am 17. April kam es zur erste kollektiven Gehorsamsverweigerung in der französischen Armee in Aubérive. Am 29. April meuterte das 20. Infanterieregiments, das am Chemin des Dames eingesetzt wurde; die Akte des Ungehorsams betrafen zwei Drittel der Divisionen. Es kam zu 3.500 Verurteilungen, 554 Todesurteilen und 30 bis 50 Hinrichtungen.
Am 11. Mai 1917 begann eine Streikwelle, die von den Arbeiterinnen der Pariser Modehäuser ausgelöst wurde und die bis Juni andauerte.
Das System der Geheimausschüsse wurde fortgesetzt. Der Prozess gegen Mata Hari, die am 13. Februar wegen Spionage für Deutschland verhaftet worden war, führte am 25. Juli zum Todesurteil. Am 31. Juli 1917 wurde – auf Basis der caillauxschen Einkommenssteuerreform – eine umfangreiche Änderung der Steuergesetze beschlossen.
Die Regierung stürzte über den Malvy-Skandal. Innenminister Malvy war von der extremen Rechten um Léon Daudet, den Chefredakteur der Action française, des Geheimnisverrats beschuldigt worden. Eine vom Innenministerium subventionierte Zeitung, Le Bonnet rouge, hatte Geld aus Deutschland erhalten. Nachdem Clemenceau im Parlament erklärt hatte: „Herr Innenminister, ich klage Sie an, die Interessen Frankreichs verraten zu haben!“ trat Malvy zurück.